# Anzá
Anzá là một khu tự quản thuộc tỉnh Antioquia, Colombia. Thủ phủ của khu tự quản Anzá đóng tại Anzá Khu tự quản Anzá có diện tích 253 ki lô mét vuông. Đến thời điểm ngày 28 tháng 5 năm 2005, khu tự quản Anzá có dân số 6549 người.